# 인그바리

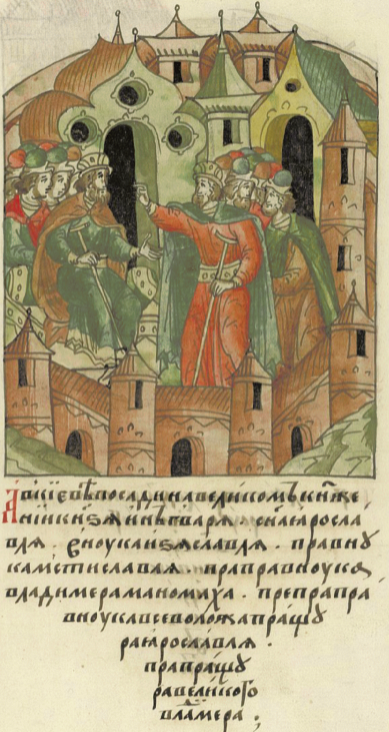

인그바리(러시아어: Ингварь Ярославич 인그바리 야로슬라비치[*], 우크라이나어: Інгвар Ярославич 인흐바르 야로슬라비치[*], 1152년경 ~ 1220년경)는 키예프 대공국의 대공(재위: 1174년 ~ 1175년, 1180년)이다. 류리크 왕조 출신이다.

## 생애
야로슬라프 2세 이자슬라비치 대공의 아들이다. 1202년과 1214년에 루츠크 공작을 역임했다. 1202년 스뱌토슬라프 3세 대공을 몰아내고 키예프 대공으로 즉위했지만 므스티슬라프 3세를 지지하던 세력들에 의해 대공위에서 물러나고 만다. 1214년 류리크 2세 대공이 사망하면서 키예프 대공위로 복위했지만 므스티슬라프 3세와의 전투에서 패배하면서 대공위에서 물러나고 만다.
| 전임 스뱌토슬라프 3세 | 키예프 대공 1202년 | 후임 류리크 2세 |

| 전임 류리크 2세 | 키예프 대공 1214년 | 후임 므스티슬라프 3세 |